# Spilosoma amuri
Spilosoma amuri är en fjärilsart som beskrevs av Otto Staudinger 1901. Spilosoma amuri ingår i släktet Spilosoma och familjen björnspinnare. Inga underarter finns listade i Catalogue of Life.